# Клуб Бошин
«Клуб Босін» — японська політична партія що діяла в Японській імперії з грудня 1908 року по березня 1910 рік, в періоду Мейдзі.

## Історія
Японська політична партія «Клуб Босін» була заснована у грудні 1908 року в період, коли кілька груп противників  «Асоціації друзів конституційного правління» , почали об'єднуватися у відповідь на перемогу «Асоціації друзів конституційного правління» на виборах які пройшли в Японській імперії в 1908 року.  З них 42 депутати були залучені до торгівлі та промисловості, багато з них були обрані як незалежні депутати, тоді як деякі були перебіжчиками з інших японських політичних партій: Мацуо Торазо ( «Асоціація друзів конституційного правління» - Сімоносекі ), Іда Сейічі (Сейюкай - префектура Ямагучі ), Кадзі Суекічі ( «Клуб однодумців» - Маругаме ) та Ісіда Хейкічі ( «Юкокай» - Модзі).
У березні 1910 року японська політична партія «Клуб Босін»  була розпущена, коли близько половини її членів об'єдналися з кількома незалежними депутатами та «Клуб однодумців», щоб утворити «Центральний клуб» ,  тоді як семеро її депутатів брали участь у формуванні партії «Конституційна націоналістична партія».